# Dasophrys dilatus
Dasophrys dilatus là một loài ruồi trong họ Asilidae. Dasophrys dilatus được Hull miêu tả năm 1967.